# Eugenio Dellanno
Eugenio Dellanno (Ceglie Messapica, 11 agosto 1957) è un illusionista, attore e scrittore italiano.

## Biografia
Nato in Puglia, inizia esibendosi in uno spettacolo di varietà itinerante che, nei mesi estivi, tocca le principali piazze dei paesi dell'Italia meridionale. È ospite fisso nei primi programmi delle neonate TV di Taranto, Tele Taranto Color e Tele Potenza. Negli anni '80 è capo animatore nei villaggi vacanze Valtur. Nel 1982 lavora in vari ristoranti e club di New York. Poi viene ingaggiato da Night Club europei e nella catena alberghiera Sheraton, per cui lavora in vari paesi europei ed extraeuropei. Lavora inoltre per più di un anno nella nave da crociera Achille Lauro. Nei primi anni '80 lavora a Torino nel club privato di Gianni Agnelli "Club Des Artes" per un anno. Negli anni '90 partecipa al concorso televisivo delle Reti Mediaset Star 90, vincendolo. Per la Rai cura una striscia settimanale per bambini ed è ospite fisso nel programma "Mattina 2" di Michele Guardì. In teatro lavora al fianco di registi quali Luciano Salce, Vittorio Caprioli, Adolfo Celi, Augusto Zucchi e Italo Moscati. Ed è con quest'ultimo che Dellanno si affaccia al grande schermo nel film "Stelle in fiamme" dove interpreta un mago. Inoltre scrive e pubblica dieci libri e due video in cui spiega i giochi da lui creati. Nel 1989 consegue un Master in Psicologia sociale dell'età evolutiva.

## Carriera

### Televisione
Ha fatto la sua comparsa sugli schermi sin dal 1975 in televisioni private. Ecco alcuni dei programmi che lo hanno visto ospite:
- RAI 1:

-"Cartoni Magici";
-"Capodanno 2000";
-"Chi è Babbo Natale";
-"Claxon";
-"Domani Sposi" con Giancarlo Magalli;
-"Fresco Fresco" con Barbara D’Urso;
-"Il Piacere dell'Estate" con Marta Flavi;
-"Star d'Oro";
-Uno Mattina;
-"TG special Spettacolo in Vaticano".
- RAI 2

-"Cronaca in diretta" con Paola Perego e Alessandro Cecchi Paone;
-"Da quelli di San Remo" con Amii Stewart, Mino Reitano, Little Tony, Bobby Solo, e altri
-"Dopo Cernobil";
-"Matilde" con Giorgio Panariello, Sabrina Ferilli ed Edwige Fenech;
-"Mattina 2" con Alberto Castagna, Isabel Russinova, Memo Remigi; regia Michele Guardì.
-"Richiesti da voi";
-"Stelle in Fiamme" di Italo Moscati;
-"TG special Spettacolo in Vaticano".
- RAI SAT

-"Giga Ragazzi".
- Rete 4 e Canale 5.

-"Buona Domenica" di Maurizio Costanzo e Gerry Scotti;
-"Cara TV" con Alessandro Cecchi Paone;
-"Papi Quotidiani" con Enrico Papi;
-"Star '90" con Alessandro Cecchi Paone, Antonio Ricci, e altri;
-"Reporter";
-"Forum" con Rita Dalla Chiesa.

### Cinema
-“Claxon” di Luciano Gregoretti;
-“Stelle in Fiamme” di Italo Moscati;
-“Matilde” di Luca Manfredi, con Giorgio Panariello e Sabrina Ferilli.
-“Non è stato mio figlio” con Gabriel Garko e Stefania Sandrelli; regia di Alessio Inturri;
-“L'onore e il rispetto 5” con Gabriel Garko e Bo Derek; regia di Alessio Inturri.

### Teatro
-“Politicanza” di Italo Moscati, con Luciano Salce, Vittorio Caprioli, Adolfo Celi e Augusto Zucchi.

## Premi
-1981: "Premio Regione Puglia";
-1983: 1º Premio di Cartomagia dell'International Brotherhood of Magicians (Ohio);
-1984: 1º Premio di Micromagia dell'International Brotherhood of Magicians (Ohio);
-1984: 1º Premio di Magia da scena dell'International Brotherhood of Magicians (Ohio);
-1987: 1º Premio “Oscar Exelsior Top ‘87“;
-1988: 1º Premio "Artisti nel mondo";
-1990: 1º Premio "Star 90" sulle Reti Mediaset, per la categoria maghi;
-1993: 1º Premio “Stifone d'Oro“;
-1995: 1º Premio di Novelty Magic dell'International Brotherhood of Magicians (Ohio);
-1996: 2º Premio di Comedy Magic (il 1º premio non fu assegnato) dell'International Brotherood of Magicians (Ohio);
-1997: Premio Provincia di Roma per "Miglior spettacolo magico – didattico".